# Platyzygaena melaleuca
Platyzygaena melaleuca är en fjärilsart som beskrevs av Jordan 1907. Platyzygaena melaleuca ingår i släktet Platyzygaena och familjen bastardsvärmare. Inga underarter finns listade i Catalogue of Life.